# Distretto di Imbonggu
Il distretto di Imbonggu, in inglese Imbonggu District, è un distretto della Papua Nuova Guinea appartenente alla Provincia degli Altopiani del Sud. Ha una superficie di 1.032 km² e 45.000 abitanti (stima nel 2000)